# Apti kihalási esemény
Az apti kihalás a kora kréta apti korszakának közepén
történt kihalási esemény volt 115 vagy 116 millió évvel ezelőtt. Néha középső apti kihalási esemény néven is emlegetik.
Méretében nem hasonlítható a legnagyobb kihalási eseményekhez, mint a mezozoikum végén a dinoszauruszok legnagyobb részének kipusztulását okozó kréta–tercier kihalási esemény, de azért a jelentős kihalási hullámok közé tartozik. Hatása leginkább a tengeri fosszíliák közt mutatható ki.
Oka egyes elméletek szerint a mai India Bengál régióját a korszakban sújtó, a mai Kerguelen-szigetek helyének vulkanikus aktivitásához kötődő esemény lehetett. (Ebben az időszakban India tömbje még az Indiai-óceán déli részében helyezkedett el, a lemeztektonika még nem mozgatta jelenkori helyére.)